# Taterillus tranieri
Taterillus tranieri es una especie de roedor de la familia Muridae.

## Distribución geográfica
Se encuentra en el sudoeste de Malí y el sudeste de Mauritania.

## Hábitat
Su hábitat natural son: sabana, subtropicales o tropicales matorral seco, y tierras de cultivo.